# Saccostomus campestris
Espèce
Statut de conservation UICN

 LC  : Préoccupation mineure
Le Rat fouisseur à queue courte (Saccostomus campestris) est une espèce de rongeurs de la famille des Nesomyidae. C'est un « rat à poche » africain qui vit dans des terriers et transporte les provisions dans ses abajoues.

## Description
Il n'y a pas de dimorphisme sexuel. L'adulte mesure 9,4 à 18,8 cm de long pour un poids de 40 à 85 g. Sa queue mesure de 3 à 8 cm. Le pelage est long fin et dense. Il est gris ou gris-brun sur le dos et blanc sur le ventre. La femelle a 10 ou 12 mamelles.

## Répartition et habitat
Il est présent dans tout le sud de l'Afrique, on le trouve en Angola, en République démocratique du Congo, en Zambie, au Malawi, en Tanzanie, en Namibie, au Botswana, au Zimbabwe, en Mozambique et en Afrique du Sud.
Cette espèce vit principalement dans les savanes boisées. Elle n'a cependant pas d'habitat spécifique. Au Malawi, elle vit dans les prairies boisées et en Namibie on la trouve dans des zones arides près des cours d'eau.

## Alimentation
Ce rongeur se nourrit principalement de graines (notamment d'acacias), mais également de fruits, d'insectes (fourmis, termites) et de feuilles.